# شمس الغنية (ألبوم)
شمس الغنية هو أحد ألبومات المطربة نجوى كرم وصدر في عام 1992 وقد احتوى الألبوم على سبع أغاني.

## الأغاني
1. بلا بلا
2. شمس الغنية
3. حبيبي غاب
4. هب الهوا
5. خلص السهر
6. وسع يا دار
7. يا راكب ع العبية